# Daniel Pișcu
Daniel Pișcu (nume complet: Daniel Marian Pișcu; n. 20 iunie 1954, Lupeni, județul Hunedoara) este un poet român, membru al generației optzeciste.

## Studii
A absolvit Facultatea de Limba și literatura română, secția română – franceză, în cadrul Universității din București, între 1975 – 1979.

## Activitate literară
A debutat literar în revista Amfiteatru în 1978
A fost membru al "Cenaclului de luni" (1977-1983)
A debutat în volum în anul 1989, cu "Aide-memoire", Ed. Litera, București
Colaborează cu poezie, proză, eseuri și articole de critică literară în reviste literare: România literară, Timpul, Interval, Convorbiri literare, Vatra, Bucovina literară,  Euphorion, Poesis, Contrapunct, Familia etc.
Referințe critice
în reviste:
-	Eugen Simion, “România literară”, nr. 43, 1989
-	Ioana Pârvulescu, “ Contrapunct “, nr. 24, 1990 și “România literară, nr, 28,1995    
-	Ioan Holban, “ Cronica “,nr.17,1990
-	Val Condurache, România literară, nr. 22,1991 și “ Timpul cultural”, nr. 5-12,(58),1998
-	 Liviu Antonesei, “ Timpul cultural “, nr. 3, 2003
-	 Horia Gârbea , “ Luceafărul”, nr1.,1990 și “ Cronica”, 1998 
-	 Romulus Bucur, “ Arca” 1990 și “Arca”, nr. 7-8-9, 1995
-	 Liviu Comșa,” Astra”,nr.7, an III, 2000 și “ Gazeta de Transilvania “,9 ian. 1998
-	 A.I. Brumaru,,” Gazeta de  Transilvania”, 24-25 ian.,1998
-	 Radu Andriescu, “ Convorbiri literare “, 1990
-	 Catrinel Popa, “ România literară “,nr. 27,2002
-	 Rodica Mureșan, “ Bucovina literară “,nr.9, 1998
-	 Onoriu Colăcel, “ Bucovina literară “ nr.3-4,2003
-	 Alexandru Vakulovski, “ Contrafort “, nr. 4, 1999 și revista on-line “ Tiuk”,nr 5, 2003
-	 Mihai Vakulovski, “ Timpul”,nr.12, 2000,și revista on-line “ Tiuk “, nr 5, 2003
-	 Elena Vlădăreanu, “ Cotidianul “, 20.06.2002
-	  Mircea A. Diaconu,  “ Viața românească “, nr. 9-10, 1998
-	 Ruxandra Ivăncescu, “ Vatra “, nr. 4, 1996 ;  ș.a.
în volume:
-    Ion Rotaru, “ Istoria literaturii române “
-     Dumitru Micu, “ Istoria literaturii române “  
-	Romulus Bucur, “ Poeți optzeciști( și nu numai ) în anii 90”, Ed. Paralela 45, Pitești,  2000
-	Ion Bogdan Lefter ( coordonator ), “Scriitori români din anii 80- 90”, vol III, ( P-Z ), Ed. Paralela 45, Pitești, 2001
-	Ion Bogdan Lefter ( coordonator ), “Romanian writers of the 80s and 90 s( A concise dictionary )”, Ed. Paralela 45, Pitești, 1999
-	Marian Popa, “Istoria de azi pe mâine a literaturii române”, Ed. Fundației Luceafărul, București,  2002
-	Nicolae Leahu, "Poezia generației 80", Ed. Cartier, Chișinău, 2000
-	 Aurel Sasu, „Dicționarul biografic al scriitorilor români”, Ed. Paralela 45, Pitești, 2005
-	Eugen Simion, „Dicționarul general al literaturii române”, vol. III, Ed. Academiei, București, 2006 
Premii literare
- 1996 -premiul Uniunii Scriitorilor din România- Filiala Brașov,pentru volumul “ Scrisorile de acasă “, 1996
- 1996- premiul Uniunii Scriitorilor din România la  Festivalul de poezie “George Coșbuc “, Bistrița Năsăud, 1996, pentru volumul      
“Scrisorile de acasă “
- 1998- premiul ASPRO pentru experiment, pentru volumul “ Titlul poemului este aforism “, 1997
- 2003 - premiul revistei on-line Tiuk! , pentru volumul de poeme "Game", 2002
și pentru romanul "Cel mai mare roman al tuturor timpurilor", 2002.
Apartenența la organizații profesionale
-	membru ASPRO 
-	membru al Uniunii Scriitorilor din România, din 1994

## Volume publicate
- Debutează în volumul de poeme Aide-mémoire, Ed. Litera, București, 1989
- Scrisorile de acasă, poeme, Ed. Vlasie, Pitești, 1995
- Titlul poemului este aforism, poeme, Ed. Axa, Botoșani, 1997
- Mă chemau păsările, roman, Ed. Augusta, Timișoara, 2000
- Game, poeme, Ed. Aula, Brașov, 2002
- Cel mai mare roman al tuturor timpurilor, Ed. Aula, Brașov, 2002
- A venit un iepuraș (Azi Isus a înviat), Ed. Augusta, Timișoara, 2003, carte pentru copii
- "Jucătorul de cărți", poeme, Ed. Vinea, București, 2006
- "Puțină adrenalină". poeme, Ed. Tracus Arte, București, 2009
- "Piața Sfatului/La-mele", eseuri, Ed. Ideea Europeană, București, 2011
- "Poemul lui Nokia", poeme, Ed. Tracus Arte, București, 2013

## Antologii
- Antologia poeziei generației '80, de Alexandru Mușina, Ed. Vlasie, Pitești, 1993

ediția a II-a, Ed. Aula, Brașov, 2003
- Streiflicht – Eine Auswahl zeitgenössischer rumänischer Lyrik (81 rumänische Autoren), - "Lumina piezișă", antologie bilingvă cuprinzând 81 de autori români în traducerea lui Christian W. Schenk, Dionysos Verlag 1994, ISBN 3980387119
- Antologia Poezia pădurii, de Radu Cârneci, Ed. Orion, București, 1999

Antologia poeziei românești la zid (de Ion Barbu), Ed. Polirom, 2007 
Brașovul în o sută de poezii, Ed. Pastel, Brașov, 2007 